# Пјан ди Молино (Пезаро и Урбино)
Пјан ди Молино је насеље у Италији у округу Пезаро и Урбино, региону Марке.
Према процени из 2011. у насељу је живело 57 становника. Насеље се налази на надморској висини од 440 м.